# Phaeocystis
Genre
Espèces de rang inférieur
- Phaeocystis antarctica
- Phaeocystis globosa
- Phaeocystis pouchetii

Phaeocystis est un genre d'algues nanoplanctoniques marines de la classe des Prymnésiophycées.

## Répartition
Ces algues unicellulaires photosynthétiques sont des eucaryotes présents dans les océans ouverts du monde, également trouvés sous et dans la banquise (Phaeocystis antarctica). 

Quand elles passent d'un mode de vie solitaire à une vie coloniale, elles peuvent être à l'origine de blooms planctoniques très importants qui se manifestent notamment en mer du Nord, en Manche/mer du Nord, particulièrement dans le pas de Calais et en Belgique, aux Pays-Bas ,, mais également périodiquement jusqu'en zone paléarctique ou en Australie. 

Ces blooms se traduisent par l'apparition de colonies flottantes formant un épais mucilage dans l'eau . Ce mucilage est constitué de micro-structures faites de centaines de cellules noyées dans une matrice de gel de polysaccharide. Il peut gêner la pêche et forme parfois  sur les plages et les laisses de mer une épaisse couche d'écume (de couleur blanc-gris à brunâtre ou blanc jaunâtre, de quelques millimètres à quelques dizaines de cm, voire à un mètre de hauteur).
Les Phaeocystis jouent un rôle majeur dans les cycles mondiaux du carbone et de soufre et dans les cycles biogéochimiques planétaires en séquestrant efficacement de grandes quantités de CO2 sur de grandes zones géographiques. Lors des proliférations elles sont aussi un gros émetteur de 3-diméthylsulphoniopropionate (DMSP), le précurseur du sulfure de diméthyle (DMS), émis biogéniquement dans l'atmosphère à raison d'environ 1,5 × 1013 grammes de soufre par an, ce qui lui donne un rôle majeur dans le cycle global du soufre, lequel permet la nucléation des gouttes d'eau et la formation d'une grande partie des nuages qui contribuent à la régulation climatique et aux pluies. Le cycle de vie et le régime de croissance des algues de ce genre sont encore mal compris.
Selon l'étude faite par l'IFREMER en 2004, bien que les pêcheurs s'y soient habitués et le considèrent comme d'origine naturelle, il s'agit d'un phénomène plus important qu'autrefois, mais qui a déjà été observé en Angleterre en 1923 sur l'estuaire de la Tamise. Il ne semble pas y avoir eu d'observations antérieures relatées par les naturalistes ou chroniqueurs des époques précédentes. 

Les pêcheurs de la Manche occidentale française nomment ces blooms « vert de mai », « crasse » (synonyme d'écume) ou parlent du « gluant » ou du « limon ».

Côté anglais les pêcheurs parlent de tobacco juice ou de  baccy juice ou de fisherman's signs ou encore de foul water ou de stinking water.

## Description

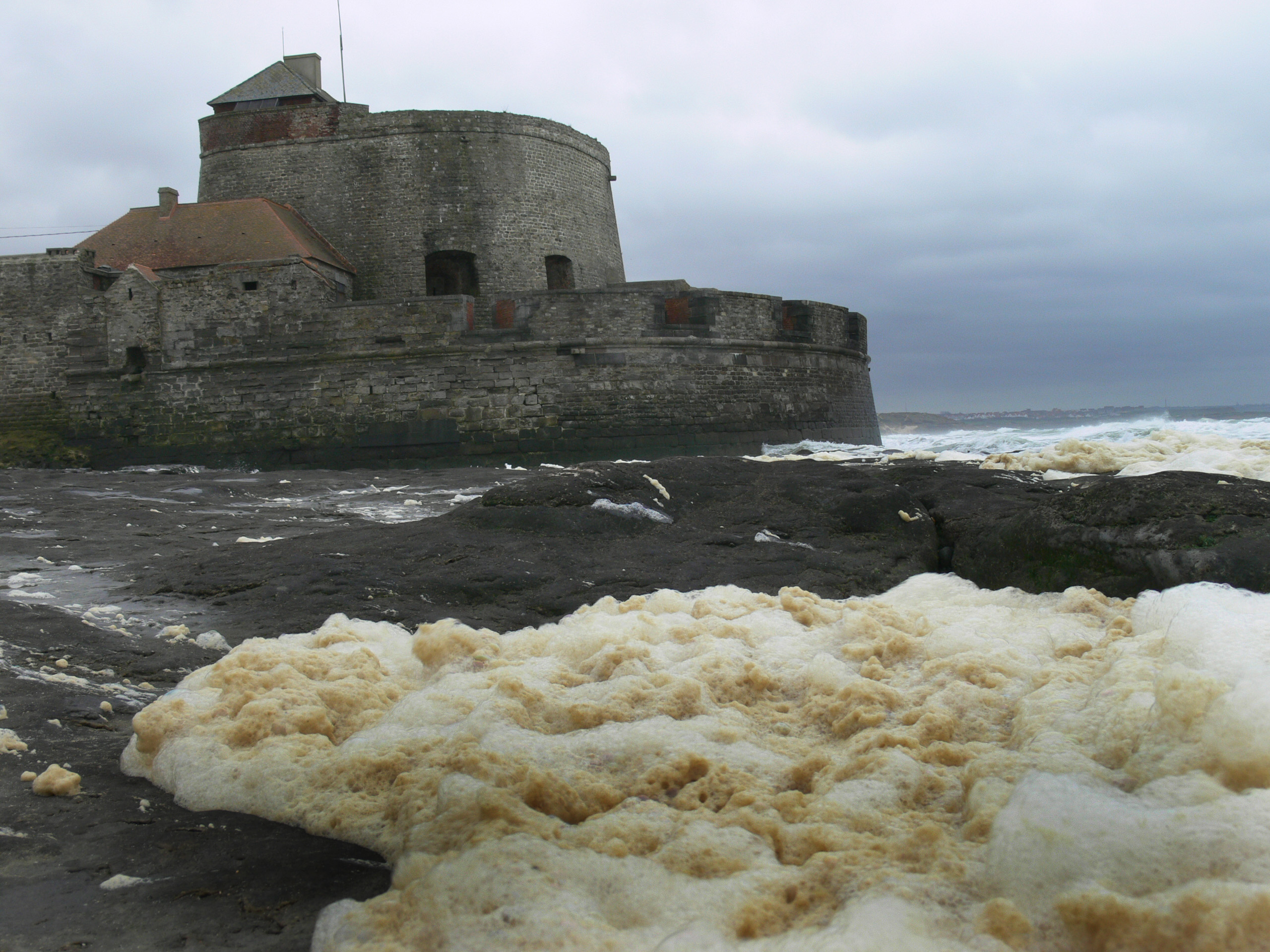
Mousse formée sur une partie rocheuse du littoral, devant le Fort Mahon (Ambleteuse, région Nord-Pas-de-Calais, Manche/mer du Nord

Ce genre regroupe des espèces d'abord décrites par le biologiste Kornmann en 1955, caractérisées par un cycle de vie polymorphique et complexe. 

Il est observé dans le milieu naturel sous diverses formes dont : 
- cellules solitaires en suspension dans l'eau. Dans ce cas les cellules mesurent de 3 et 8 micromètres et on en trouve de deux formes :  flagellées et mobiles ou non-flagellées et se laissant porter par le courant. 
Cette forme semble plus fréquente dans les zones marines oligotrophes (Atlantique, Pacifique et Méditerranée)
- colonies de cellules non flagellées à l'aspect gélatineux car protégées par un mucus. Chaque élément colonial mesure de quelques micromètres à quelques millimètres. 
Cette forme semble caractéristique des zones eutrophes et rare dans les zones où la colonne d’eau est stratifiée en permanence[11]. In vitro, la forme coloniale s'avère aussi la plus compétitive dans les eaux riches en nutriments (eutrophes)[12].

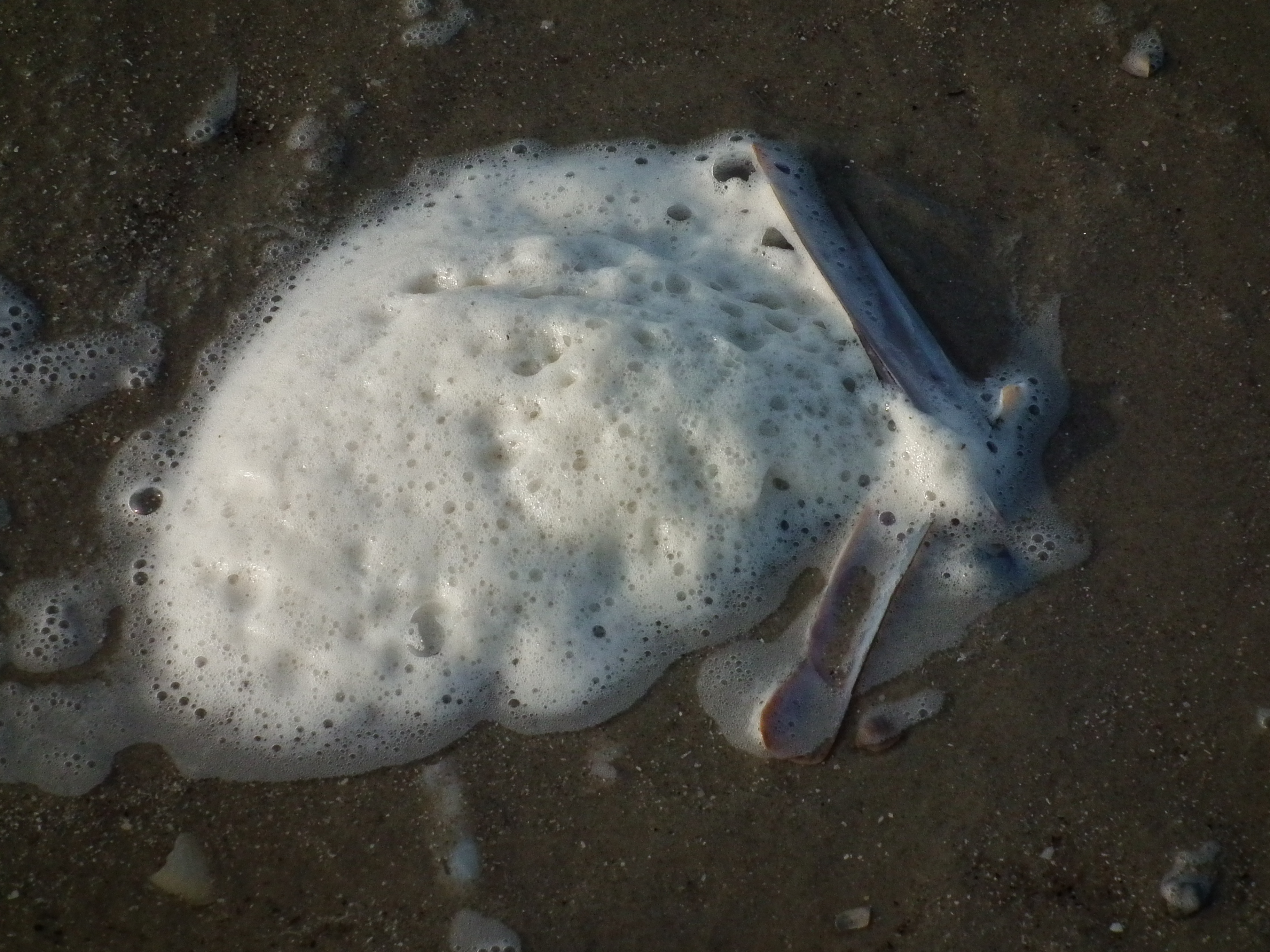
Écume formée par Phaeocystis globosa

Le public connaît surtout ces espèces par l'écume de couleur blanc-crème couvrant l'eau ou déposée sur les plages et rochers du littoral par la marée descendante. Cette écume peut devenir nauséabonde quand elle est épaisse (elle a pu atteindre voire dépasser 2 mètres là où le vent et le courant l'accumule). Elle est formée à partir du mucus algal lors des blooms planctoniques qui sont modifiés par une mer très agitée. Ces blooms sont de plus en plus communs de mars à juin sur les littoraux eutrophisés (notamment en Manche-Est/mer du Nord). Dans ces cas, l'espèce en cause est généralement Phaeocystis pouchetii.

## Écologie et physiologie
C'est le seul phytoplancton marin connu pour être capable de brutalement devenir l'espèce dominante de tout un écosystème,. 
Ces algues sont bien connues pour leur efflorescence algale spectaculaire (dite aussi le "bloom") à la surface de la mer au printemps, favorisée par un excès de nitrates et/ou phosphates dans l'eau.
Elle peut être responsable de changements brutaux et importants dans la structure et le fonctionnement des réseaux trophiques (planctonique et benthique), avec des conséquences en matière de biogéochimie. 
En Manche orientale, où cette espèce a des caractéristiques invasives, elle est – par ses pullulations printanières – susceptible de poser des problèmes écologiques mais aussi économiques (pour la pêche et la conchyliculture), ce qui a justifié le déclenchement par l'IFREMER et l'ULCO d'une étude spécifique de 2002 à 2006, dans le cadre du PNEC (Programme national d’environnement côtier) intitulé « Déterminisme du bloom de Phaeocystis et ses conséquences sur l’écosystème Manche orientale-Sud Mer du Nord », de la frontière franco-belge au littoral du Pays de Caux.

## Répartition
Phaeocystis est un genre eurytherme et ubiquiste qui a colonisé une grande partie de la planète. Diverses espèces de ce genre sont fréquemment observées (avec des blooms printaniers) sur les côtes de la mer du Nord (Belgique, Pays-Bas,, Allemagne). 

Divers auteurs en ont trouvé jusqu'aux mers polaires, en Arctique (mer de Barents, mer du Groenland, mer de Béring) comme au sud dans l'Antarctique(mer de Ross, mer de Weddell). On l'a également trouvé en plein Atlantique et dans le Pacifique, et sur les côtes de Floride et d'Australie, comme dans le golfe Arabo-Persique. 
Ce sont des espèces qui sont aussi susceptibles d'être transportées à grande distance dans les ballasts de navires marchands.
En zone froide, les espèces dominantes sont :
- Phaeocystis pouchetii en Arctique ;
- Phaeocystis antarctica en Antarctique.

En zone tempérée, les espèces dominantes seraient :
- Phaeocystis globosa en Atlantique Nord-Est (mer du Nord) ;
- Phaeocystis pouchetii en Atlantique Nord-Ouest.

## Pullulations (blooms)
Des abondances importantes peuvent être mesurées lors des blooms (plus de 1 000 cellules/litre d'eau de mer, avec un record de plus de 37 106 cellules/litre en baie de Somme début avril, sur le littoral picard et du Nord-Pas-de-Calais . 
Ifremer  a par exemple détecté des Phaeocystis abondants sur le littoral boulonnais et picard en mars et mai 2003, et du mois de mars à celui de juin 2003 dans le Dunkerquois.

### Les causes des pullulations
Les pullulations printanières semblent multiples, mais surtout dépendre de la quantité et proportion de nutriments :
- Lancelot et ses collègues – en 1987 – puis Riegman et son équipe[28]  ont estimé que l'eutrophisation des littoraux (par apports de nitrates et phosphates terrigène, via rivières, fleuves et précipitations) étaient la cause probable de blooms de Phaeocystis .
- Cinq ans plus tard, Riegman et al. – en 1992 – précisaient le mécanisme : ce sont des changements de proportions entre nutriments, et non seulement leur excès qui favoriserait ces blooms. Des conditions de température, salinité, et selon Peperzak en 1993 un apport important d’eau douce (pluies de printemps, fonte de neige) seraient également déterminantes pour qu'un bloom apparaissent, mais ce ne sont pas les facteurs principaux selon Lancelot et Verity, Lancelot estimant (1987, 1995) que certaines conditions météorologiques (vents/marées) favoriseraient l'agrégation de colonies enrobées de mucus. Ce mucus pouvant jouer le rôle de réservoir[29] énergétique et de phosphore la nuit (quand la photosynthèse ne peut être activée et le jour si le phosphore dissous dans l'eau est épuisé).
- En 1998, aux Pays-Bas, une autre équipe identifie un lien avec une chute du taux de silice (silicates) en solution [30].
- La redéposition des déchets du bloom après ce dernier a aussi des impacts sur l'écosystème[31], dont en matière de nitrification[32].

### Fin des pullulations
Le bloom prend généralement fin aussi « brutalement » qu'il est apparu. Ce mécanisme semble avoir plusieurs explications :
- les conditions nécessaires à la vie coloniale ont disparu (et/ou une ressource alimentaire a été épuisée) ;
- les colonies sont consommées et/ou concurrencées par des microorganismes auto- et hétérotrophes (virus, mésozooplancton, diatomées, ciliés, dinoflagellés, nanoflagellés hétérotrophes et microbes divers qui ont eu le temps de se développer aux dépens du bloom)[33],[34] ;
- une partie des organismes poussée par le vent s'est échouée à chaque marée ;
- l'expansion des colonies est freinée par l'accumulation de débris inorganiques qui dégradent leur structure mucilagineuse[35].
- l'agitation de l'eau a diminué et/ou la colonisation du mucus et des Phaeocystis par des microbes augmente le poids de certains éléments de la colonie, les entraînant vers le fond (sédimentation)[36].
- cause « interne », liée à une déstructuration chimique du mucus par les microbes qui s'y développent et/ou par des déchets du métabolisme et catabolisme de la colonie hors période de photosynthèse[37].

## Impacts des pullulations

### Impacts sur les activités humaines
Les fortes pullulations gênent la pêche, surtout au filet fixe. Le fileyage est plus gêné que le chalutage, notamment à cause du colmatage des filets fixes et des filets à mailles fines (pour la pêche à la crevette en particulier) ; les filets sont colmatés ou alourdis par les mucilages algaux. Les crépines de prise d'eau de refroidissement des moteurs tendent à se boucher.
Les pêcheurs signalent que le phénomène est de plus en plus précoce et long, et que le poisson pêché dans ces filets est anormalement gluant et malodorant et doit être lavé et relavé par les pêcheurs, etc.

### Toxicologie, écotoxicologie
La question des impacts toxicologiques ou écotoxicologiques de ces blooms reste discutée et étudiée, comme en France dans le cadre du PNEC (programme national environnement côtier).
IFREMER cite dans son rapport
- des observations de poissons (harengs ou maquereaux par exemple) évitant les zones de blooms sont citées par Ifremer ;
- des effets nuisibles sont observés sur la conchyliculture[40]  ;
- un cas documenté de mortalité de poissons associé à Phaeocystis (nombreux saumons d'élevage perdus en 1992 en Norvège à l'occasion d'un bloom de Phaeocystis.
- un lien possible ou probable avec les problèmes d'eutrophisation littorale[41]
- Des sédimentations importantes ont été observées sans pullulation majeure. Des études dans un fjord norvégien et au nord de la mer de Weddell n'ont pas observé de sédimentation significative, alors que des sédimentations massives ont été observées en mer de Barents et en mer de Ross, avec des conséquences locales et globales encore mal comprises et difficiles à prévoir. De nombreux facteurs biotiques et abiotiques semblent se conjuguer pour les expliquer (profondeur, température, salinité et composition de l'eau, nature et force des turbulences et courants, formation d'agrégats, attaques et dégradation microbienne de la nécromasse, broutage par le zooplancton, lyse des cellules des colonies...). De manière générale, selon les données disponibles, dans les écosystèmes dominés ou affectés par des Phaeocystis, en fin de bloom, la minéralisation de la nécromasse est plus souvent pélagique que benthique. Le devenir de la sédimentation des cellules mortes ou des excrétions des cellules vivantes fait l'objet d'études [42].

### Rétroactions climatiques
Les colonies à l'origine de blooms produisent de grandes quantités de gaz libérés dans l'eau et l'air, dont le diméthylsulfide (DMS) qui est un acidifiant et pourrait jouer un rôle climatique (nucléation de l'eau de pluie, augmentation de la nébulosité et donc de l'albédo nuageux). En augmentant les pluies, ce type de phénomène peut se traduire par une augmentation du lessivage des terres et donc d'une augmentation de l'eutrophisation des eaux littorales.

## Liste d'espèces
Selon World Register of Marine Species (22 nov. 2011) :
- Phaeocystis antarctica
- Phaeocystis brucei Mangin, 1922
- Phaeocystis giraudii (Derbès & Solier) De Toni, 1895
- Phaeocystis globosa Scherffel, 1899
- Phaeocystis pouchetii (M.P. Hariot, 1892) G. Lagerheim, 1896
- Phaeocystis scrobiculata Ø.Moestrup, 1979

Selon ITIS (22 nov. 2011) :
- Phaeocystis antarctica Karsten, 1905
- Phaeocystis globosa Scherffel, 1900
- Phaeocystis pouchetii (Hariot) Lagerheim

## Génétique
Un projet en cours vise le séquençage génétique de Phaeocystis antarctica.